# Олександро-Невська каплиця в Таллінні
Олександро-Невська каплиця в Таллінні (Ревелі) — колишня кам'яна каплиця в ім'я св. благовірного великого князя Олександра Невського була урочисто освячена 14 листопада 1888 р. настоятелем Преображенського собору, Естляндським благочинним протоієреєм Симеоном Поповим у співслужінні ревельського духовенства.
Каплиця була побудована на російському ринку (нині площа Виру) в строго-візантійському стилі, з кулястим позолоченим куполом і хрестом, облицьована доломітом, обнесена чавунною решіткою. На її східній стіні знаходилася ікона Миколи Чудотворця. Відрізнялася великою витонченістю, і була зразковим твором архітектури. План склав місцевий архітектор Німан, він же безкорисливо керував роботами при її будівництві.
Всередині каплиці скульптором Котієвським була встановлена велика мармурова чаша (ваза) з водопровідним краном для здійснення в ній водосвяття, яка була з'єднана підземними водопровідними трубками з 4 зовнішніми вазами, також з кранами для почерпанія з них освяченої води. Вчинення тут головного міського урочистого освячення води в призначені для того в православній церкві дні становило одну з головних цілей будівництва цієї каплиці.
Споруджена вона була на добровільні пожертвування. Витрати на будівництво доходили до 11000 рублів.

## Знесення
Олександро-Невська каплиця була приписана до Микільської церкви. Знесли каплицю в 1922 році під приводом того, що вона «заважає руху трамваїв».